# Монсеррато
Монсеррато (італ. Monserrato, сард. Pauli) — муніципалітет в Італії, у регіоні Сардинія,  провінція Кальярі.
Монсеррато розташоване на відстані близько 410 км на південний захід від Рима, 5 км на північний схід від Кальярі.
Населення — 20 230 осіб (2014).
Щорічний фестиваль відбувається 7 грудня. Покровитель — Sant'Ambrogio.

## Демографія
Станом на 1 січня 2023 року в муніципалітеті офіційно проживало 313 іноземців з 45 країн, серед них 59 громадян країн Євросоюзу та 58 громадян України.

## Сусідні муніципалітети
- Кальярі
- Куарту-Сант'Елена
- Куартуччу
- Селарджус
- Сесту